# سیارک ۹۸۲۲
سیارک ۹۸۲۲ (به انگلیسی: 9822 Hajdukova، نامگذاری:4114T-1) نه هزار و هشتصد و بیست و دومین سیارک کشف شده‌است که در ۲۶ مارس ۱۹۷۱ کشف شد.
قدر مطلق سیارک برابر ۱۴٫۴۰ است.